# Kdybych byl králem
Kdybych byl králem (ve francouzském originále Si j'étais roi) je opera (žánru opéra comique) o třech dějstvích francouzského skladatele Adolpha-Charlese Adama na libreto Adolpha d'Enneryho (vlastním jménem Adolphe-Philippe Dennery, 1811-1899) a Julese-Henriho Brésila (1818-1899). Poprvé byla uvedena v pařížském Théâtre-Lyrique dne 4. září 1852.

## Vznik a historie díla
Operu Kdybych byl králem složil Adam ve své poslední tvůrčí fázi, kdy byl nucen rychle tvořit, aby mohl uhradit dluhy spojené s bankrotem jeho Národního divadla (Théâtre-National) roku 1848. Po úspěšné Norimberské loutce to bylo jeho druhé dílo, které bylo inscenováno v divadle „Théâtre-Lyrique“, jemuž postoupil licenci na své zkrachovalé „Théâtre-National“ (nástupcem tohoto divadla je od roku 1862 Théâtre du Châtelet). Opera se odehrává v exotickém prostředí Indie, čemuž odpovídala i honosná výprava a kostýmy. Získala ihned velký úspěch, do konce roku 1852 představovala celou polovinu představení v divadle a v období do jeho přestěhování do Châteletu byla hrána více než 170krát. Adamovi přinesla nejen tolik peněz, aby mohl definitivně splatit dluhy, ale rovněž nejlepší kritické ocenění jeho kariéry.
Kdybych byl králem našla brzy cestu i do zámoří (New Orleans 1856, Surabaya 1864), Buenos Aires 1881), přes půl století však nenašla cestu do Německa, kde byly jinak Adamovy opery velmi populární. Od konce 19. století je však uváděna jen sporadicky.
V českých zemích operu Kdybych byl králem poprvé uvedlo pražské Prozatímní divadlo 15. ledna 1875 v češtině, dokonce o více než čtvrtstoletí před německou premiérou, která se konala 21. ledna 1904 ve Vratislavi. Později byla hrána spíše v amatérských (např. roku 1936 pražské Opera Studio) nebo oblastních divadlech: poslední profesionální inscenací v českých zemích bylo roku 1959 nastudování v opavském divadle.
V kontextu Adamových komických oper má Kdybych byl králem formálně nejpropracovanější partituru s bohatou instrumentací. Hudba vyniká rozmanitostí a až snovou lyričností. Nejpopulárnějším kusem se stala předehra, která je často hrána samostatně jako symfonické dílo.
Opera Kdybych byl králem má předehru a zpěvní čísla proložená mluvenými dialogy ve třech dějstvích, představení trvá asi dvě hodiny.

## Osoby a první obsazení
| osoba                                                     | hlasový obor | premiéra (4.9.1852)   |
| --------------------------------------------------------- | ------------ | --------------------- |
| Moussol, král Goy                                         | baryton      | Pierre-Maria Laurent  |
| Princezna Néméa, jeho dcera                               | soprán       | Pauline-Désirée Dejon |
| Zéphoris, rybář                                           | tenor        | Tallon                |
| Zélide, jeho sestra                                       | soprán       | Louise Rouvrouy       |
| Princ Kadoor, král.v ministr                              | bas          | François-Marcel Junca |
| Piféar, rybář                                             | tenor        | Horace Menjaud ml.    |
| Zizel, pobřežní policista                                 | bas          | Ernest Leroy          |
| Atar, ministr                                             | bas          | Lemaire               |
| Rybáři, ženy rybářů, dvořané, služebnictvo, vojáci, kněží |              |                       |

## Děj opery
Děj se odehrává v království Goa bez určení doby.

### 1. dějství
(Pobřeží v Ománském zálivu) 
Na pobřeží pospávají rybáři; jejich ženy je přicházejí vzbudit (sbor Mes bons amis). Jedním z nich je Piféar, který hledá svého přítele Zéphorise, se kterým se na rybolov vydává nejraději, ačkoli je to mizerný rybář: zajímá se jen o perly a poklady — a ryby, které v sítích uváznou, přenechává Piféarovi (kuplety Zéphoris est bon camarade). Přichází pobřežní policista Zizel, který pod různými záminkami vybírá od všech přítomných pokuty, zejména pak od Zéphorise, který jej rozzlobil (kvartet Ne pleure pas). Zéphorisova sestra Zélide se hněvá: její bratr nic neulovil a ještě přišel o peníze, namísto toho hledá poklady, aby je mohl darovat neznámé krásce, kterou zachránil před utonutím (árie J'ignore son nom).
Přichází Kadoor, bratranec a ministr krále Mossoula. Piféar mu již několikrát sloužil jako posel pro tajemné vzkazy a další má následovat. Za ním následuje sám král se svou dcerou Néméou (vítán sborem Gloire à Brahma qui te protège). Kadoor se o ni uchází, ona si však hodlá vzít jen neznámého hrdinu, který jí zachránil život na moři.
Zéphoris v princezně poznává neznámou krásku. Jeho překvapení si všimne Kadoor a pohrůžkami jej přinutí k přísaze, že zachová mlčení. Ministr naopak situace využije k tomu, aby se před Néméou vydával za jejího zachránce. Néméa je zklamána — to není muž, který se jí zjevoval ve snách —, ale musí dodržet své slovo (O surprise inouïe! — En songe, vous voyiez l'image — Enfin, il la tient).
Zéphoris je zoufalý. Na princeznu nemůže on, chudý rybář, ani pomyslet. to kdyby byl králem (árie Si j'étais roi). Své přání napíše do písku a usne. Král prochází znovu kolem, a když Zéphorise vidí, napadne jej žertík. Královský průvod odnese spícího Zéphorise do paláce (finále O barque légère et fidèle).

### 2. dějství
Zéphoris byl uložen do královského lože a všichni mají příkaz chovat se k němu, jako by byl králem. Zéphoris se probouzí a nevěří svým očím (O roi! ton peuple qui t'adore — Ah! c'est un rêve qui m'enchante). O tom, že nesní, jej přesvědčí až vydatná snídaně (On ne peut rêver et manger à la fois). I Néméa se mu představuje jako jeho sestřenka (árie De vos nobles aïeux) a oba se přirozeně ihned zamilují (duet Vous m'aimez, dites-vous?). Mezitím "král" začíná brát svou úlohu vážně a pustí se energicky do vládnutí. Na počest Néméy svolává hostinu (Accourez à ma voix — Pour le royal banquet) a dokonce svolává kněží, aby je oddali (Venez brahmes sacrés unir la princesse). Tolik komedie by stačilo, myslí si král a Kadoor a Zéphorise uspí lektvarem ve víně. Když však chce Kadoor sám pokračovat ve svatebním obřadu, Néméa odmítne a uprchne (finále O mortelle injure).

### 3. dějství
Zélida sedí u svého bratra Zéphorise, který dosud spí (kuplety Entends-tu, sous les bambous). Vedle Zéphorise přinesli s paláce i nějaké peníze jako odškodnění, což se zdá Piféarovi podezřelé (komické duo Piféara a Zélidy Tant d'or, à vous, ô ciel!). Zéphoris se probouzí a vypráví své zážitky, čímž všechny včetně sama přesvědčí, že zešílel (ansámbl Honneur à la plus sage — Il est fou, des plus fous!). Néméa se přichází omluvit za žert svého otce (duet Je fus cruelle et Dies se venge). Přitom vyslechne, že princ Kadoor hodlá nechat Zéphorise popravit za to, že údajně nedodržel přísahu (Quoi, le prince Kador...), a dozví se konečně, kdo byl jejím pravým zachráncem. Svým zásahem (trio Noble prince Kadoor) nejen Zéphorise zachrání, ale i odhalí Kadoora jako zrádce ve prospěch Portugalců. Dojde k boji (král: Toi qui présides aux batailles), v němž se Zéphoris vyznamená (sbor Victoire! Victoire!). Jeho svatbě s Néméou již nestojí nic v cestě (finále Noble princesse, approchez-vous).

## Nahrávky
Existují dvě nahrávky "Kdybych byl králem", obě v nepůvodní podobě:
- 1953, zpívají (Neméa=Néméa:) Olga Moll, (Zephoris=Zéphoris:) Franz Fehringer, (Massoul=Moussol:) Kurt Gester, (Kadoor:) Heinz Prybit, (Zizel:) Georg Stern, (Piféar:) Willy Hofmann, (Zélide:) Maria Madlen-Madsen, (Isslamin:) Hans Kasperzyk, (Otrok:) Gerhard Frank. Chor und Orchester des Hessischen Rundfunks diriguje Wolfgang Sawallisch. (Relief 1914, 1 CD). V německém překladu (Wenn ich König wär' ) a přepracování O. Nowacka, silně kráceno.

- 1961, zpívají (Néméa:) Liliane Berton, (Zéphoris:) André Mallabrera, (Moussol:) René Bianco, (Kadoor:) Henri Medus, (Zizel:) Pierre Héral, (Piféar:) Bernard Alvi, (Zélide:) Andrée Gabriel. Chœurs et Orchestre de la Société des Concerts du Conservatoire diriguje Richard Blareau. (Decca/Gaieté Lyrique 20300-2, 2 CD). V úpravě Maxe de Rieuxe, kráceno.

Nejslavnějším číslem je předehra, kterou nahráli například Richard Hayman, Yan Pascal Tortelier, Jean Martinon, Albert Wolff nebo Paul Paray.